# Муневера Зулфикарпашић
Муневера Зулфикарпашић, рођ. Гавранкапетановић (1918–1999), била је угледна сарајевска магистрица фармације. Рођена је у Љубушком, а умрла у Сарајеву. Била је прва академски образована Бошњакиња у звању магистар фармације, међу првим босанскохерцеговачким фармацеутима са сертификатом за приправљање галенских препарата и прва Бошњакиња са активним учешћем на међународним конференцијама у области фармације.

## Биографија
Муневера Зулфикарпашић рођена је у Љубушком у породици Исмета и Исмете Гавран Капетановић, гдје јој је отац службовао крајем аустроугарске владавине и током успоставе краљевине Срба, Хрвата и Словенаца.
Основно и гимназијско образоване стекла је у Сарајеву, а на Фармацеутском факултету Свеучилишта у Загребу студирала је од 1939. до 1943. године. „Апотекарски државни стручни испит“ положила је у Загребу, 1948., када бива промовисана у звање „фармацеут здравствене струке на нивоу магистра фармација“, који је оспособљен за „самосталан рад у љекарни“.
Прву праксу магистра фармацијер обавила је у Апотеци мр. Муфтића; каријеру затим наставља у апотекама мр. Мухамеда Џине (21. 6. 1943 – 1. 10. 1943) и Стеве Ромчевића (1. 10 1943-15. 8. 1945).
Крајем 1943. удала се у Бијељину, одакле се враћа августа 1944. и наставиља успјешну каријеру у „Градским апотекама Сарајево“ (у угледним апотекама „Романија“, „29. новембар“ и „Стари град“ ). Након стицања звања магистра постављена је за замјеника управника и шефа смјене ове апотеке. У „Старом граду“ (на Тргу Фра Грге Мартића) остаје све до краја каријере, 1972.
Под руководством и менторством мр. Муневере Зулфикарпашић стасале су генерације угледних сарајевсјих фармацеутских дјетатника: техничара и магистара фармације.
Активно и редовно је учествовала у раду многих научних и стручних скупова у земљи и иностранству. Била је члан и руководилац више стручних – домаћих и међународних – фармацеутских удружења . Награђивана је новчано и пригодним стручним признањима.
Оно што је посебно красило  mr. рh.  Муневеру јесте њena скромност, велика доброта и поштење. Иако потиче из угледне породице Гавранкапетановбића, а њен супруг из такође угледне породице Зулфикарпашић,   mr. ph.  Муневера је била веома скромна. Увијек исправна у односу према људима, чврстог карактера и морала. Својим знањем, искуством и благошћу  остварила је посебан однос према пацијентима, тако да је се и данас сјећају са пуно љубави и поштовања.